# Drassyllus sinton
Drassyllus sinton Platnick & Shadab, 1982 è un ragno appartenente alla famiglia Gnaphosidae.

## Etimologia
Il nome proprio deriva dalla località texana di rinvenimento degli esemplari: Sinton.

## Caratteristiche
Fa parte del notonus-group di questo genere: ha varie somiglianze con D. antonito; se ne distingue per l'apofisi tibiale retrolaterale che è piuttosto stretta, oltre che per il margine anteriore dell'epigino, nelle femmine, che è fuso con la parte mediana.
L'olotipo femminile più grande rinvenuto ha lunghezza totale è di 2,74mm; la lunghezza del cefalotorace è di 1,14mm; e la larghezza è di 0,77mm.

## Distribuzione
La specie è stata reperita nel Texas meridionale: 8 miglia a nordest della cittadina di Sinton, nella contea di San Patricio. Altri esemplari sono stati reperiti nel Nuovo Messico e nello stato messicano del Tamaulipas.

## Tassonomia
Al 2015 non sono note sottospecie e dal 1982 non sono stati esaminati nuovi esemplari